# Betel Miarom
Betel Miarom natif de la province du logone occidental est un haut cadre de l'administration tchadienne et journaliste de formation. Il était Ministre de la jeunesse et des sports entre 2015 et 2017,,,.